# Gonimbrasia belina

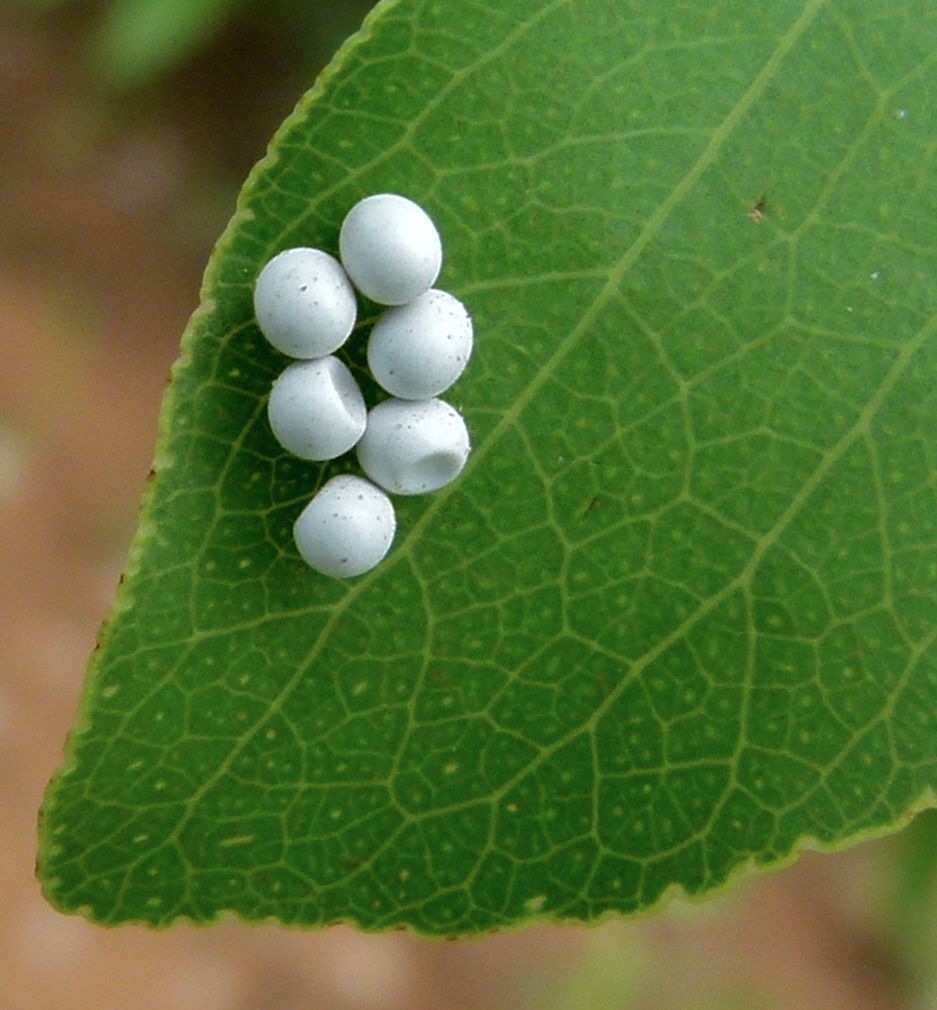
Eier von Gonimbrasia belina

Gonimbrasia belina ist ein Schmetterling (Nachtfalter) aus der Familie der Pfauenspinner (Saturniidae). Im Englischen wird der Falter als Mopani und die Raupe als Mopane worm (deutsch Mopane-Wurm; obwohl es sich um eine Raupe handelt) bezeichnet, da sich die Raupe vom Mopanebaum Colophospermum mopane ernährt. Die Raupen des Falters werden in vielen afrikanischen Ländern als Speiseinsekten genutzt und sind eine wichtige Eiweißquelle für Millionen von Menschen im südlichen Afrika.

## Verbreitung
Gonimbrasia belina ist in Mosambik, Malawi, dem südlichen Simbabwe und Südafrika, sowie Botswana verbreitet. Dabei deckt sich ihr Verbreitungsgebiet überwiegend mit den Habitaten ihrer Futterpflanzen Colophospermum mopane, die in Halbwüsten, Bushveld und Grasland vorkommen.
In einigen Gebieten, in denen Gonimbrasia belina früher weit verbreitet war, verschwand er, da die Menschen beim Sammeln der Raupen nicht genug Exemplare übrig ließen. Da der Falter nur drei bis vier Tage lebt, hat er wenig Zeit in verlassene Gebiete wieder einzufliegen. Nach der Wiederansiedlung dürfen die Raupen nicht gleich wieder eingesammelt werden, um eine stabile Population zu ermöglichen, was nur in Zusammenarbeit mit den Farmern möglich ist. Es wurde beobachtet, dass Falter aus Wildreservaten, auf deren Gelände keine Mopaneraupen gesammelt wurden, die Populationen in übernutzten Gebieten wieder aufbauten.

## Beschreibung

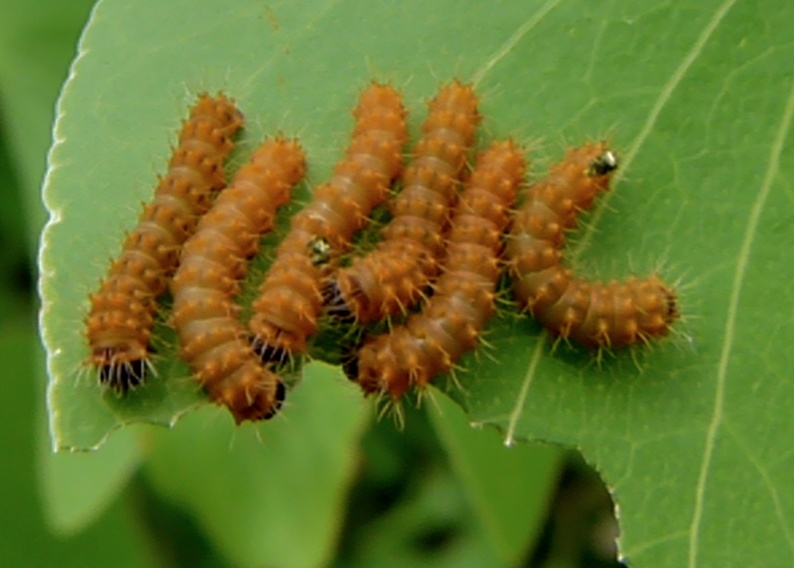
Junge Raupen von Gonimbrasia belina

Ausgewachsene Falter haben eine Flügelspannweite von etwa 12 Zentimetern. Farblich variieren die Flügel von beige, über grün bis hin zu rotbraun, wobei die Augenflecken auf den oberen und unteren Flügeln klar abgegrenzt sind. Die Raupen erreichen eine Länge von 10 Zentimetern und haben einen Durchmesser von etwa einem Zentimeter. Sie werden im Laufe ihres Lebens dunkler und sind mit feinen, hellen Härchen bedeckt.

## Lebensweise

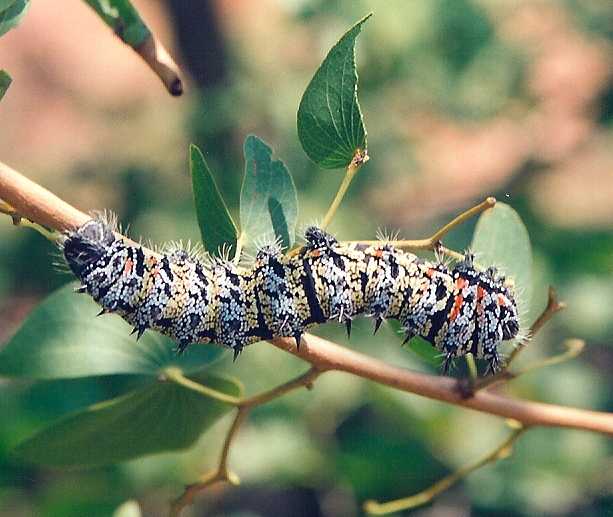
Raupe von Gonimbrasia belina auf Mopane, Botswana. Der Kopf der Raupe ist rechts.

Neben Mopane werden auch folgende Pflanzen von den Raupen als Futterpflanzen akzeptiert: Wachsbäume (Carissa), Ebenholzbäume (Diospyros), Feigen (Ficus), Myrobalanen.
Obwohl beide Geschlechter fliegen können, fällt es den Männchen, die keine Eier im Leib tragen, deutlich leichter. Daher sind sie es, die die Weibchen mit Hilfe ihrer Antennen orten. Die Männchen machen sich von den Pheromonen geleitet auf den Weg zu einer möglichen Partnerin.
Nach der Paarung legt das Weibchen zwischen 50 und 200 Eier auf Blätter und Zweige von Mopanebäumen. Nach etwa 10 Tagen schlüpfen die Raupen aus den Eiern und fressen zunächst die Blätter in ihrer unmittelbaren Nähe, um später auch auf umliegende Bäume auszuweichen. Die Raupe häutet sich während ihres Wachstums vier Mal, um sich danach in der Erde in einem Kokon zu verpuppen, in dem sie überwintert. Nach sechs bis sieben Monaten im Boden schlüpft der Falter im November bis Dezember zu Beginn des Sommers. Der Falter nimmt keine Nahrung auf und lebt nur drei bis vier Tage, in denen er sich paart und die Weibchen dann ihre Eier ablegen. Eine zweite Generation Raupen wächst in guten Jahren bis Anfang April heran und verpuppt sich dann.
Die Raupe ernährt sich hauptsächlich von Mopane, frisst jedoch auch andere einheimische Bäume der Region. Das ermöglicht dem Falter ein Verbreitungsgebiet über eine ziemlich große geographische Region.
Wenn die Raupen in Massen auftreten, kommt es vor, dass sie die Bäume zunächst vollständig entlauben. Durch evolutionäre Anpassung bilden die Bäume jedoch bald darauf ein zweites Mal frisches Blattgrün aus.

## Feinde
Zu den Fressfeinden der Raupen zählen insbesondere Vögel und Kleinsäuger sowie Reptilien. Große Säugetiere wie Elefanten fressen sie dagegen ungeplant mit, wenn sie ganze Zweige der Mopanebäume abbrechen und zu sich nehmen.
Oft sind über 40 Prozent der Eier eines Jahres von einem der zahlreichen Parasiten befallen. Daneben kann die Raupe von einer Virusinfektion befallen werden, die oft tödlich verläuft.
Der gefährlichste Feind bleibt jedoch der Mensch, der durch das Absammeln von Raupen neue Gebiete geschaffen hat, in denen Gonimbrasia belina nicht mehr nachweisbar ist.

## Nutzung durch den Menschen als Speiseinsekten
Die Nutzung als Proteinquelle ist bereits sei langer Zeit üblich. In Simbabwe wurden getrocknete Mopane-Raupen bei Ausgrabungen in der Pomongwe Höhle gefunden, die geschätzt 6000 Jahre alt sind.

### Sammlung
Das Sammeln der Raupen und deren Verkauf ist ein Wirtschaftszweig mit mehreren Millionen Euro Jahresumsatz im südlichen Afrika und macht die Raupe zu einem der wirtschaftlich wichtigsten Insekten.

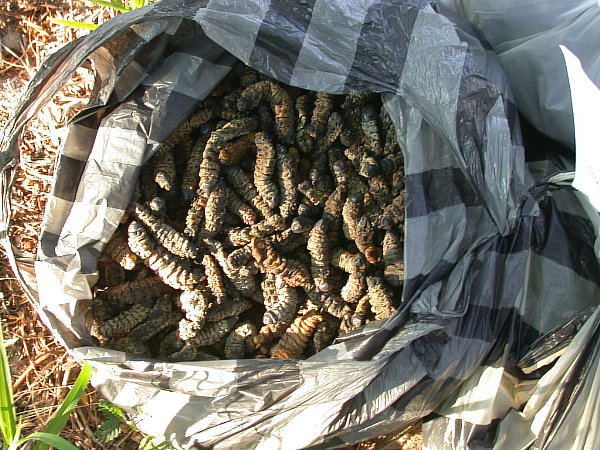
Eingesammelte Raupen

Traditionell wurde die Raupe, insbesondere von Frauen und Kindern, als Lebensmittel gesammelt. Durch das saisonale Angebot im Dezember und Ende März, Anfang April der essbaren Raupen waren sie eher eine Ergänzung des Speiseplans als eine dauerhafte Nahrung. Seit den 1950er Jahren werden in einigen Ländern auch landwirtschaftliche Methoden zur Ernte eingesetzt. Dabei sammeln hunderte Helfer in Gruppen die Raupen von Hand ein und packen sie in Säcke, um sie für die weitere Verarbeitung transportieren zu können. Viele Landbesitzer mit Mopanebäumen verlangen von den Sammlern Geld, damit diese die Raupen von ihren Bäumen pflücken dürfen. Während hierbei beide Seiten profitieren, leiden die ansässigen Menschen darunter, da sie die Raupen traditionell als Nahrung genutzt haben.

### Konservierung und Zubereitung

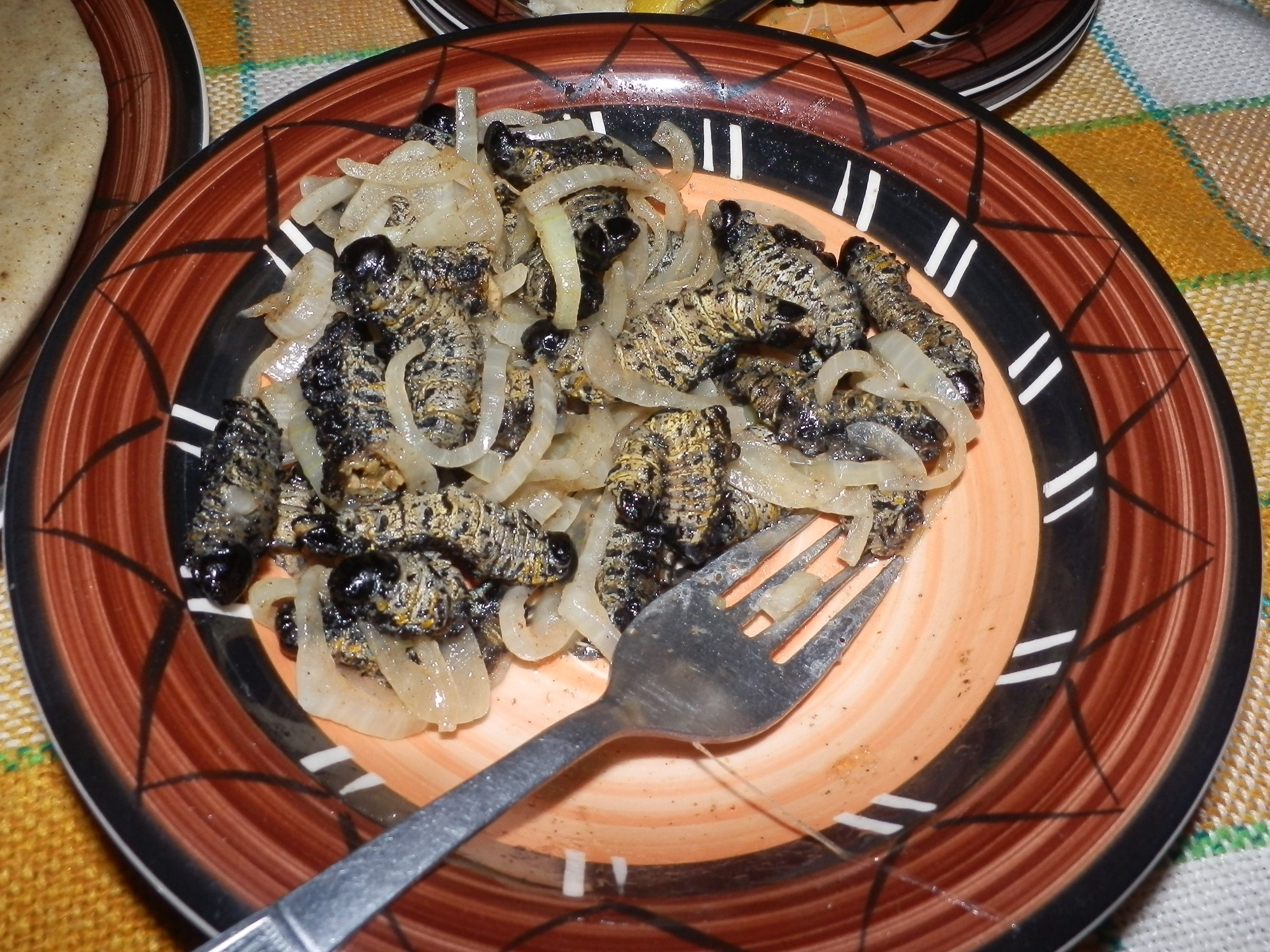
Mopane-Raupen gekocht mit Zwiebeln

Die Raupe, die als Nahrungsmittel auch die Bezeichnung Masonja trägt, kann sowohl roh als auch getrocknet als Knabberei, gekocht, frittiert oder angebraten gegessen werden. In manchen Ländern, wie Botswana, wird der Kopf nicht mitgegessen.
Mansoja können in Salzlauge eingelegt und in Dosen verkauft werden, in denen sie in Tomaten- oder Chilisoße angeboten werden.
Eine andere Konservierungsmethode ist das Trocknen in der Sonne, nach dem die Raupen länger und besser transportfähig sind. Anschließend werden diese wieder eingeweicht oder gesalzen.
Das hellgelbe Fleisch muss bei der Zubereitung nicht von eventuellen grünen Blattrückständen befreit werden, die sich noch im Verdauungstrakt befinden können. Die Zubereitung erfolgt sowohl in den Familien als auch durch Händler, die die fertig zubereiteten Mopane-Raupen dann verzehrfertig anbieten.
Eine große Auswahl an Rezepten findet sich (meist auf Englisch) online, wobei auch Videos auf YouTube und TikTok Teil des Angebotes sind.